# L'Arbocet
L'Arbocet es una entidad de población española del municipio de Vilanova de Escornalbou, perteneciente a la provincia de Tarragona, en la comunidad autónoma de Cataluña.

## Toponimia
El lugar puede aparecer referido con las grafías «L'Arbocet» y «Arboset».

## Historia
Hacia mediados del siglo XIX, el lugar, por entonces con ayuntamiento propio, tenía contabilizada una población de 95 habitantes. Aparece descrito en el segundo volumen del Diccionario geográfico-estadístico-histórico de España y sus posesiones de Ultramar de Pascual Madoz con las siguientes palabras:

ARBOSÉT: ald. de la prov., adm. de rent. y dióc. de Tarragona (6 horas), part. jud. de Falset (3), aud. terr. y c. g. de Barcelona (2): sit. en llano, y bajo un cielo alegre y despejado: su clima es sano: forman la pobl. 20 casas y 1 igl. servida por el cura de la Vilanova de Escornalbou, de la que es aneja. Confina el térm. por el N. con el de Manso de Moente á 1/2 cuarto de hora; por el E. con el de Vilanova de Escornalbou á igual dist., y por el S. y O. con el de Monroig á 1/4 de hora poco mas ó menos: el terreno es de regular calidad, y á escepcion de algunos pequeños trozos de bosque con pinos y otros árboles silvestres, todo está en cultivo; y sus huertas y 20 jornales mas de tierra, se riegan con varios manantiales pequeños y 5 minas subterráneas, que cada una arroja continuamente una teja de agua, y se recoge al efecto en balsas bien construidas: prod.: trigo, vino, aceite, almendras, avellanas, algarrobas, higos, limones, naranjas agrias, frutas, legumbres y hortalizas: pobl.: 23 vec., 95 alm.: cap. prod.: 618,466 rs. vn,: imp.: 18,553.
(Madoz, 1845, p. 463)

El municipio de L'Arbocet desapareció de cara al censo de 1857, al incorporarse al de Vilanova de Escornalbou. En 2023, la entidad singular de población tenía empadronados 37 habitantes y el núcleo de población, también 37.